# Biondia longipes
Biondia longipes är en oleanderväxtart som beskrevs av Ping Tao Li. Biondia longipes ingår i släktet Biondia och familjen oleanderväxter. Inga underarter finns listade i Catalogue of Life.